# Hans-Jürgen Tögel
Hans-Jürgen Tögel (* 8. August 1941 in Neutitschein, Reichsgau Sudetenland) ist ein deutscher Fernsehregisseur.

## Leben
Unter seiner Regie entstanden Folgen der ZDF-Fernsehserien Siska, Der Alte, Die Schwarzwaldklinik und Das Traumschiff sowie Verfilmungen von Rosamunde-Pilcher-Romanen.
Im Rahmen der Dreharbeiten der Folge "Die fromme Lüge" von Die Schwarzwaldklinik wurde Tögel von einem vorher in der Episode eingesetzten Dressurlöwen in die Wade gebissen. Daraufhin wurde er per Notfallhelikopter in ein echtes Krankenhaus geflogen, wo sein Bein gerettet werden konnte.
Gelegentlich betätigte er sich auch als Drehbuchautor und trat in kleineren Rollen in Fernsehfilmen und Serienfolgen auf.
Neben seinem Wirken als Fernsehschaffender engagierte er sich von 1994 bis 2004 bei verschiedenen Hilfsprojekten in Indien. 2007 gründete er die Tögel Stiftung, um die Förderung bedürftiger Kinder auch in Zukunft zu sichern, wofür er 2013 das Verdienstkreuz am Bande der Bundesrepublik Deutschland erhielt.

## Filmografie (Auswahl)
Als Regisseur
- 1978: Räuber und Gendarm (auch Drehbuch)
- 1979: Freundinnen
- 1979: Tatort – 30 Liter Super
- 1979: Lucky Star
- 1980: I.O.B. Spezialauftrag (fünf Folgen)
- 1981: Amphitryon
- 1981: Frau über vierzig
- 1981: Einfach Lamprecht
- 1981–1983: Ein Fall für zwei (Fernsehserie)
  - 1981:  Das Haus in Frankreich
  - 1983:  Der Zeuge
- 1982: Die unsterblichen Methoden des Franz Josef Wanninger (sechs Folgen)
- 1982–1986: Jakob und Adele (sieben Folgen)
- 1983: Engel auf Rädern
- 1983: Köberle kommt (sechs Folgen)
- 1983: Weißblaue Geschichten
- 1984: Heiraten ist immer ein Risiko
- 1984: Er-Goetz-liches
- 1984: Der Glücksritter
- 1985: Schöne Ferien – Urlaubsgeschichten aus Kenia
- 1985: Schöne Ferien – Urlaubsgeschichten aus Singapur und Malaysien
- 1986–2015: Das Traumschiff (23 Folgen)
  - 1986: Bali
  - 2015: Macau
- 1986: Rückfahrt in den Tod
- 1986–1989: Die Schwarzwaldklinik (56 Folgen)
- 1989: Seine beste Rolle
- 1990: Wohin die Liebe fällt
- 1991: Insel der Träume (21 Folgen)
- 1991: Das größte Fest des Jahres – Weihnachten bei unseren Fernsehfamilien
- 1992: Der Patenonkel
- 1992: Chéri, mein Mann kommt!
- 1994: Florida Lady – Kein Weg zurück
- 1995–1998: Dr. Stefan Frank – Der Arzt, dem die Frauen vertrauen (drei Folgen)
- 1995–1998: Der Alte (13 Folgen)
- 1995–2017: Rosamunde Pilcher (zehn Folgen)
  - 2017: Nie wieder Klassentreffen
- 1995: Derrick – Dein Bruder, der Mörder
- 1995: Sommer am Meer
- 1995: Drei Frauen und (k)ein Mann
- 1996: Die Traumnummer – Die Hotline zum Glück
- 1997: Herz über Kopf
- 1997: Gefangene der Liebe
- 1998: Vater wider Willen (sechs Folgen)
- 2004: Der Ferienarzt – … in der Wachau
- 2005: Die Schwarzwaldklinik – Die nächste Generation
- 2005: Die Schwarzwaldklinik – Neue Zeiten
- 1998–2007: Siska (77 Folgen)
- 2009: Inga Lindström (Mia und ihre Schwestern, Sommermond)
- 2010: Unsere Farm in Irland (zwei Folgen)
- 2007–2017: Kreuzfahrt ins Glück (14 Folgen)

Als Drehbuchautor
- 1969: Der verlogene Akt
- 1975: Ein Fall für Sie! – Sonnenschein bis Mitternacht
- 1978: Räuber und Gendarm
- 1984: Er-Goetz-liches

Als Darsteller
- 1963: Die Abrechnung (Regie: Fritz Umgelter)
- 1963: Freundschaftsspiel (Regie: Fritz Umgelter)
- 1965: Unsere große Schwester – Die Band (Regie: Rolf von Sydow)
- 1965: Weekend im Paradies (Regie: Rolf von Sydow)
- 1965: Nächstes Jahr in Jerusalem (Regie: Peter Beauvais)
- 1966: Minister gesucht (Regie: Rolf von Sydow)
- 1966: Die seltsamen Methoden des Franz Josef Wanninger – Kavaliere
- 1972: Tatort – Wenn Steine sprechen
- 1975: Ein Fall für Sie! – Sonnenschein bis Mitternacht
- 1975: LH 615 – Operation München

## Ehrungen
- 2013: Verdienstkreuz am Bande der Bundesrepublik Deutschland